# Вільховецька сільська рада (Богуславський район)
| Вільховецька сільська рада — колишній орган місцевого самоврядування у Богуславському районі Київської області з адміністративним центром у с. Вільховець. Сільській раді були підпорядковані населені пункти: - с. Вільховець - с. Калинівка - с. Половецьке - с. Семигори |

## Склад ради
Рада складалася з 14 депутатів та голови.

### Керівний склад ради
| ПІБ                          | Основні відомості                                                                       | Дата обрання | Дата звільнення |
| ---------------------------- | --------------------------------------------------------------------------------------- | ------------ | --------------- |
| Шевченко Валентина Дмитрівна | Сільський голова, 1955 року народження, освіта, позапартійна                            | 26.03.2006   | 31.10.2010      |
| Шевченко Валентина Дмитрівна | Сільський голова, 1955 року народження, освіта середня спеціальна, член Партії регіонів | 31.10.2010   |                 |

Примітка: таблиця складена за даними джерела